# Глобальный террорист особого значения
Глобальный террорист особого значения (англ. Specially Designated Global Terrorist, SDGT ) — физическое или юридическое лицо, признаное террористом Государственным департаментом США или Министерством финансов США. 

## Правовые основы
Назначение статуса SDGT производится на основании  Executive Order 13224 от 23 сентября 2001 с поправками, внесенными в Executive Order 13268  от 2 июля 2002 г., и Executive Order 13284 от 23 января 2003 г., а также Разделом 31, Части 595, 596 и 597 Кодекса федеральных правил США, а также других законов и постановлений США. Основная нормативная база, определяющая статус SDGT, была создана через две недели после терактов 11 сентября 2001 года  президентом США Джорджем Бушем.
SDGT — это юридические и физические лица, которые, по мнению Управления по контролю за иностранными активами (OFAC), совершили или представляют значительный риск совершения террористических актов, или которые, по мнению OFAC, оказывают поддержку, услуги или помощь или иным образом связаны с террористами и террористическими организациями. Организации, включенные в программы антитеррористических санкций OFAC, а также связанные с ними лица, дочерние компании, подставные организации, агенты или партнеры, включенные в программы OFAC.
Обозначение SDGT является одним из нескольких типов обозначений лиц, к которым применяются одна или несколько санкций OFAC; к ним относятся санкции в отношении конкретных стран и борьбы с незаконным оборотом наркотиков, нераспространение и санкции, связанные с транснациональными преступными организациями, а также, возможно, санкции, связанные с незаконной торговлей необработанными алмазами, хотя с начала ноября 2011 года они не применялись.
OFAC публикует объединенный список лиц, включенных в различные программы санкций, известный как Список граждан особых категорий. Физические лица и компании, обозначенные как «Граждане особого назначения», известны как «SDN». Большинство SDGT SDN являются иностранцами, но по крайней мере в одном случае — покойном Анваре аль-Авлаки (также известном под разными псевдонимами) — американский гражданин был обозначен как SDGT.

## См.  также
- Список террористических организаций
- Специально назначенный террорист